# Pollenwespen
Die Pollenwespen (Quartinia) sind eine Gattung der Familie der Faltenwespen (Vespidae) innerhalb der Ordnung der Hautflügler. Wie typisch für alle Arten der Unterfamilie der Honigwespen versorgen sie ihren Nachwuchs nicht mit erbeuteten Insekten, sondern mit aus Blüten gesammeltem Pollen und Nektar. Pollenwespen haben ihr Mannigfaltigkeitszentrum in Südafrika, wo sie gebietsweise zu den häufigsten Blütenbesuchern gehören. Sie kommen bis in die Mittelmeerregion vor, sind dort aber sehr selten. Es sind etwa neunzig Arten in Südafrika beschrieben, in der westlichen Paläarktis sind es gut dreißig (inklusive drei von den Kanarischen Inseln).

## Merkmale
Pollenwespen sind mit einer Körperlänge von zwei bis sieben Millimeter, im Mittelmeerraum und der angrenzenden westlichen Paläarktis nur bis fünf Millimeter die kleinsten Honigwespen. Die größeren Arten überlappen in der Größe mit Vertretern der Gattungen Celonites und Masarina (beide ab fünf Millimeter), meist sind aber schon anhand der Größe erkennbar. In der Färbung sind sie vielgestaltig, es gibt alle Übergänge von nahezu schwarzen Arten mit wenigen helleren Zeichnungselementen über schwarz-gelb gezeichnete bis hin zu völlig sand- bis strohfarbenen Arten. Männchen und Weibchen sind nahezu gleich groß (die Männchen ein wenig kleiner), gleich gefärbt und oft im Gelände nur schwer unterscheidbar, nur bei wenigen südafrikanischen Arten sind die Vorderbeine der Männchen vergrößert oder verbreitert. Am Kopf tragen sie, wie typisch für Honigwespen, relativ kurze Fühler mit einer Fühlerkeule am Ende. Bei den Arten der Gattung ist die Fühlerkeule klar abgesetzt (nicht graduell in die Fühlergeißel verschmälert) und immer abgerundet. Im Unterschied zu anderen Faltenwespen sind die Mundwerkzeuge zu einem Saugrüssel ausgeformt, dieser ist in Ruhestellung eingezogen und nicht frei sichtbar. Bei Quartinia-Arten ist er teilweise besonders lang und kann Körperlänge erreichen.
Als Ausnahme innerhalb der Unterfamilie der Honigwespen werden bei Quartinia-Arten die Vorderflügel in Ruhestellung einmal längs gefaltet; dies ist eigentlich typisch für die (danach benannten) „Falten“wespen, kommt aber innerhalb der Honigwespen sonst nur bei der Gattung Celonites noch vor. Innerhalb der Gattung zeigt das Flügelgeäder bei den kleinsten Arten eine Tendenz zur Reduktion. Teilweise ist die Querader 2m-cu (zwischen Cubitus und Media) undeutlich oder unterbrochen bzw. ganz fehlend, auch die Querader 3rs-m kann rückgebildet sein. Die daran unterschiedenen früheren Gattungen Quartiniella und Quartinioides werden, James M. Carpenter folgend, heute in der Regel nicht mehr anerkannt. Ein Merkmal zur Unterscheidung von den meisten anderen Gattungen ist die Gestalt der Sporne an der Spitze der Schienen der Hinterbeine. Der große Sporn dort ist immer einfach und spitz, nicht zwei- oder dreispitzig.
Pollenwespen sind bei Bedrohung imstande, sich einzurollen und so eine Schutzstellung einzunehmen. Einige Arten lassen sich so bei Störungen eher aus den Blüten fallen, anstatt fliegend zu fliehen.

## Verbreitung
Pollenwespen treten in zwei distinkten Verbreitungsgebieten auf: sowohl in der Afrotropis als auch in der Paläarktis. In Afrika insgesamt ist die Gattung mit 99 Arten vertreten, wobei neben Südafrika zahlreiche Arten in Nordafrika nördlich der Sahara leben, in Festlandeuropa mit 2 Arten. Die am weitesten in südöstliche Richtung verbreitete Art, Quartinia indica erreicht in Gujarat, Indien gerade noch den Rand der Orientalis.
Sie kommen in meist semiariden Regionen vor, dringen aber mit spezialisierten Arten auch in die eigentlichen Wüsten vor. Sie bevorzugen, wie typisch für die Honigwespen insgesamt, subtropische Breiten und fehlen in den eigentlichen Tropen. Oft ist ihr Auftreten an das Vorkommen bestimmter Pflanzenfamilien gebunden. Die meisten Arten wurden in Südafrika an Blüten der Mittagsblumengewächse und der Korbblütler gefunden, auf die viele Arten offensichtlich spezialisiert sind. Etwa zehn Prozent der Arten bevorzugen stattdessen die Gattung Zygophyllum aus der Familie der Jochblattgewächse. Die meisten paläarktischen Arten, die bisher untersucht worden sind, sind polylektisch, d. h. nicht auf bestimmte Blüten spezialisiert. Wo eine Spezialisierung bemerkt worden ist, bevorzugen sie hier die Korbblütler.

## Lebensweise
Pollenwespen sind solitär nistende Wespen. Die Weibchen legen ein Erdnest an. Einige Arten nutzen sandgefüllte alte Schneckenhäuser zur Nestanlage, diese liefern in den windgepeitschten lockeren Sandflächen der Sandwüste die einzigen Strukturen, die stabil genug zum Graben des Nests sind. Die meisten untersuchten Arten bauen ihr Nest in lockerem Sand. Sie verwenden selbst produzierte Seide, um die Sandkörner zusammenzuhalten. Die Seidenproduktion erfolgt – im Gegensatz zu allen anderen untersuchten Insekten – durch die Adulttiere. Wie sonst nur bei Insektenlarven beschrieben, produzieren die im Sand bauenden Weibchen Seide in den Maxillardrüsen. Appliziert wird das Seidenmaterial mit  der Galea, einem Teil ihrer Mundwerkzeuge.

## Arten
Eine Auswahl an Arten:
- Quartinia araxana Giordani Soika, 1960 – Griechenland, Türkei, Armenien, Iran
- Quartinia canariensis Bluethgen, 1958 – Kanarische Inseln: Fuerteventura und Lanzarote[1]
- Quartinia cretica Gusenleitner, 1994 – Kreta
- Quartinia dilecta André, 1884 – Nordafrika (Tunesien, Algerien, Marokko)[7], Typusart der Gattung.[9]
- Quartinia guichardi Richards, 1969 – Kanarische Inseln: Gran Canaria

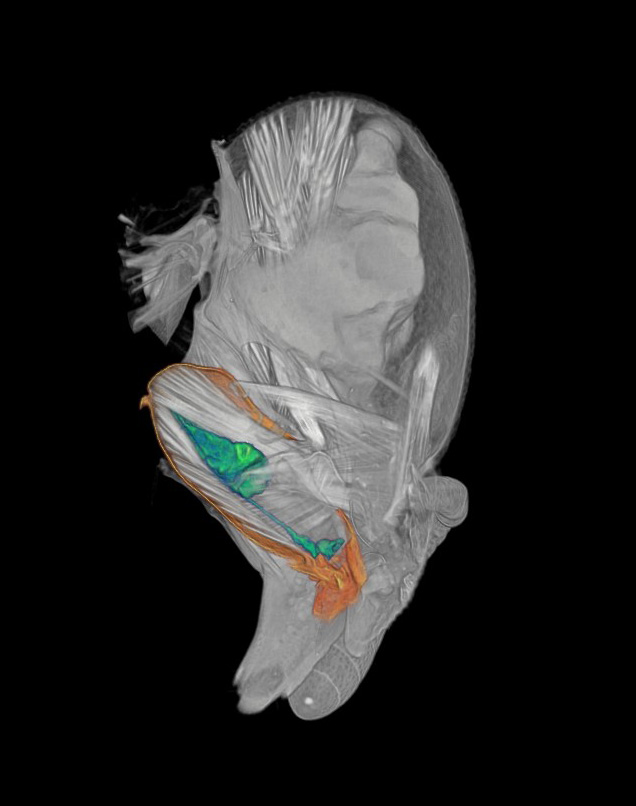
Längsschnitt durch eine 3D-Rekonstruktion des Kopfes der Pollenwespe Quartinia soikai
grün: die Seide-produzierende Maxillardrüse;
orange: die Galea – das involvierte Mundwerkzeug

- Quartinia parvula Dusmet, 1909 – Iberische Halbinsel
- Quartinia soikai Richards, 1962 – Griechenland, Türkei[15]
- Quartinia tenerifina Richards, 1969 – Kanarische Inseln: Teneriffa und La Gomera